# Anima mundi
Anima mundi (do latim, "alma do mundo", em grego clássico: ψυχή τοῦ παντός psychḗ tou pantós) é um conceito cosmológico de uma alma compartilhada ou força regente do universo pela qual o pensamento divino pode se manisfestar em leis que afetam a matéria, ou ainda, a hipótese de uma força imaterial, inseparável da matéria, mas que a provê de forma e movimento. O termo foi cunhado por Platão nas obras A República, Timeu (34 b 3-37 c 5) e no livro X de Leis  (896 d 10-898 c 8).:1 A doutrina não endossada explicitamente por Aristóteles — exceto por implicações de sua teoria de intelecto ativo descrito em De Anima — recebeu considerável ênfase filosófica das escolas estoicas e neoplatônicas que modificaram essencialmente seu conceito de acordo com suas respectivas instituições.:1

## Origens
A  história da teoria anima mundi remonta aos pré-socráticos e esteve presente nas filosofias de Platão, Plotino, Plutarco, Virgílio, Cícero e outros. sendo considerada tão antiga quanto a própria filosofia ocidental. A Escola de Alexandria aderiu aos pontos de vista de Platão e reconheceu a Inteligência e a Divindade como superiores à alma do mundo, o que no sistema dos estoicos usurpa o lugar do próprio Deus e até mesmo o seu nome, os estoicos consideravam a anima mundi o princípio fundamental da vida e a única força vital, de modo que a alma não teria individualidade separada dela, por esse motivo também não produziram uma doutrina de imortalidade.

## Definições na antiguidade
Considerada por Platão como o princípio do cosmos e fonte de todas as almas individuais, o termo também aparece em Leis onde Platão examina a possibilidade hipotética de que a alma do mundo pode produzir o mal, ou mesmo que há duas almas do mundo, uma que produz o bem e outra que produz o mal - a alma boa, ordenou os movimentos celestes que portanto, são descritos matematicamente, enquanto que a alma do mundo má só poderia produzir o caos, sendo assim, a alma do mundo que gerencia todo o universo é por natureza benévola.  Já em Político, ele sugere que o universo se submete a uma alternância de ordem e desordem, quando a alma do mundo se encontra sob a influência direta do deus, isto é, do nous, ela é boa, ao passo que ela se torna má a medida que se afastar. Em todo o caso, Platão afirma categoricamente que a alma é a causa de todo o bem e mal do mundo fenomenal.
A definição de Platão para o gênesis da alma do mundo é que o demiurgo coloca essa alma junto de, essencialmente, o Ser ou Substância (em grego clássico: oὐσία ousia), o Igual e o Diferente, através de um processo de duas etapas: primeiro o Ser é preparado a partir da mistura dos tipos de substâncias Indivisíveis e Divisíveis, do resultado desta composição, o deus então forma dois círculos, um que pertence ao Igual e o outro ao Diferente. A substância material do mundo é colocada, subsequentemente, dentro dos dois círculos então eles penetram e cobrem a partir de fora do mundo. A alma do mundo é então tudo o que está dentro do mundo, mas ao mesmo tempo entrelaçado com ele. Ainda assim, continua a ser cronologicamente e hierarquicamente superior, autossuficiente e a princípio auto-idêntico. A alma do mundo então começa uma incessante e racional ou inteligente vida ao se mover inicialmente com harmonia e por sua própria força. A alma do mundo de Platão possui não apenas faculdade sensíveis vegetativas, mas também capacidade racional, assim sendo uma das coisas de maior excelência a existir e que é mutável. A alma humana não é deduzida da alma do mundo, como se fosse uma parte dela ou uma emanação, ambas têm os mesmos ingredientes, mas em porções menores e têm em comum o fato de terem sido criadas pelo demiurgo; e ambas serem o princípio do movimento e vida.
Plotino define a alma do mundo como a terceira hipóstase que procede do poder criador, contemplando o Uno, o nous gera a alma do mundo, esta, contemplando o nous, multiplica-se em todos os entes particulares do mundo sensível, sem dividir-se. A par da alma do mundo, existem as almas individuais. Na alma estão as matrizes de todos os entes, dela procedem as almas e todas as formas dos seres sensíveis, desde sempre, desde a planta até o homem, tudo constituindo em harmonia e beleza. À maneira dos estoicos, Plotino professa que tudo forma uma harmonia universal.
Plutarco defendeu a hipótese de duas almas do mundo, uma organizada e boa e outra irracional e má para explicar o movimento desordenado que agita a khóra, antes da intervenção da razão demiúrgica e que subsiste mesmo depois.

## Definições na Idade Média

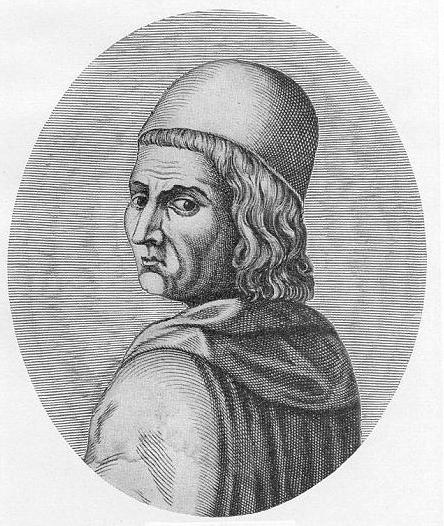
Ficino discute a distinção entre a alma do mundo e um eventual "pneuma da alma do mundo"
Gravura de Boulonois, 1911

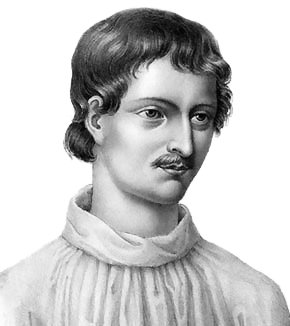
Giordano Bruno definiu funções específicas para a alma do mundo como prover vida vegetativa, capacidades sensíveis assim como a beleza e o mundo como um todo:
Ilustração derivada de um gravura da obra Livre du recteur (1578)

Thomas Berry listou os pensadores que mantiveram viva a noção de anima mundi: Ficino, Pico della Mirandola e Giordano Bruno em seus ensinamentos herméticos, os platonistas de Cambridge, os vitalistas alemães Angelus Silesius, Goethe e Schelling e aqueles que influenciaram incluindo Bergson e através dele Vladimir Vernadsky e Teilhard de Chardin.
Ficino discute a distinção entre a alma do mundo e um eventual "pneuma da alma do mundo", considerado como um elo entre a matéria e sua imaginação. Para Ficino, a alma do mundo possui muitas "razões seminais" assim como as ideias na mente divina. A matéria têm suas formas a partir dessas razões da alma e quando a matéria se degrada ela pode ser recriada através de "sementes de alma", cujo processo pode ser alcançado por formas materiais onde os dons da alma do mundo foram armazenados.
Em seu livro De vita libri tres, ele diz:

Além disso, a alma do mundo possui o poder divino precisamente como muitas razões seminais das coisas, como ideias da mente divina. Por essas razões seminais, ela cria o mesmo número de espécies materialmente. É por isso que cada única espécie corresponde através da própria razão seminal à própria ideia e através desta razão pode facilmente receber algo desta ideia - desde que realmente fora criada através da razão da ideia. É por isso que, se em algum momento, a espécie se degenera de sua forma apropriada, ela pode ser formada novamente através da razão como seu intermédio próximo e através da ideia como intermediário para então se reformar.— Marsilio Ficino, De vita libri tres
Giordano Bruno definiu funções específicas para a alma do mundo como prover vida vegetativa, capacidades sensíveis assim como a beleza e o mundo como um todo::334
Se, então, o espírito, a vida são encontrados em todas as coisas e preenche toda a matéria em vários graus, então eles são o ato real e a real forma de todas as coisas. Portanto, a alma do mundo é o princípio constitutivo formal do universo, e de qualquer coisa que o universo inclua; quero dizer, se a vida é encontrada em todas as coisas, então a alma é a forma de todas as coisas; é o que controla a matéria em todos os aspectos e predomina nos compostos, opera a composição e a consistência das partes.— Giordano Bruno, De la causa, principio e uno, diálogos II e III; De l’infinito universo e mondi,1584,  diálogo I
Bruno dá um proeminente papel à alma do mundo  ao explicar os princípios e a causa do mundo em um posição próxima do panteísmo naturalista do estoicismo.
Agostinho de Hipona menciona sobre o conceito de anima mundi em muitas de suas obras como De immotalitate animae, 15, 24; De quantitate animae, 32, 69;  De ordine II, 11, 30; De vera religione 18; Retractaciones I, 11,4; De Genesi ad litteram, liber imperfectus 4,17; De consensu evangelistarum I, 23, 35 e Retractiones I, 11, 14.
Tomás de Aquino refutou o conceito de alma do mundo ao criticar a aceitação de Agostinho de Hipona, em sua Suma teológica I:

Alguns afirmam que Deus é a alma do mundo como diz Agostinho em Cidade de Deus, e a isto se reduz o que alguns dizem, isto é, que Deus é a alma do primeiro céu. (...) Mas tudo isso é falso, porque não é possível que Deus de algum modo se encontre na composição de algo, seja como princípio formal ou como princípio material.— Tomás de Aquino, Suma teológica I, Artigo 8

## Idade Moderna
A hipótese do anima mundi não foi aceita pelos filósofos escolásticos mas reapareceu sob o nome de Archeus no sistema de Paracelso, ou quintessentia para  Heinrich Cornelius Agrippa von Nettesheim e Van Helmont, enquanto Henry More reconheceu um principium hylarchicum. O Platonista de Cambridge, Ralph Cudworth cunhou o termo "natureza plástica", um agente universal que considera os fenômenos físicos a causa de todas as formas de organização e a mola de todos os movimentos da matéria, mas ainda de acordo com Cudworth, a natureza plástica é distinta de Deus, sendo um "instrumento subordinado".
Schelling assumiu o termo "alma do mundo" e ainda fez dele o tema de seu livro Da Alma do Mundo (1798) (em alemão:  Von der Weltseele: eine Hypothese der höhern Physik zur Erklärung des allgemeinen Organismus). No entanto, o termo foi usado apenas como uma metáfora para um princípio de organização onde a natureza orgânica e inorgânica se conectam de forma contínua e assim liga toda a natureza em um só organismo geral.
Hegel trata a Alma Natural como a anima mundi: uma alma universal que está dividida como as almas individuais do seres viventes; Hegel refere-se à alma como "uma totalidade imediata e inconsciente" ou "um sono do espírito". A teoria de Hegel de Alma Natural é uma consequência direta de seu tratamento da Terra como uma organismo vivo. Para desconsiderar a existência de alma no mundo, Hegel justifica que "sendo o indivíduo terrestre um todo como sem atividade e a atividade terrestre uma atividade que não é a do todo, não é possível então falar, nesse nível do organismo geológico, da presença de uma totalidade tomada em suas exterioridades a si, a subjetividade imanente a uma estrutura. Não há alma no mundo".